# Rich Strike
Rich Strike, född 25 april 2019, är ett engelskt fullblod, mest känd för att ha segrat i Kentucky Derby (2022) till skrälloddset 80–1. Rich Strike var den näst största skrällen att vinna Kentucky Derby efter Donerail (till oddset 91–1) 1913. Han var inte med i startfältet förrän Ethereal Road ströks dagen innan.

## Bakgrund
Rich Strike är en fuxhingst efter Keen Ice och under Gold Strike (efter Smart Strike). Han föddes upp av Calumet Farm och ägs av RED TR-Racing (Richard Dawson). Han ägdes till september 2021 av Calumet Farm. Han tränades av Joe Sharp till september 2021, och därefter av Eric Reed.

## Karriär
Rich Strike har till maj 2022 sprungit in totalt 1 932 500 dollar på 8 starter, varav 2 segrar och 3 tredjeplatser. Han har tagit karriärens hittills största seger i Kentucky Derby (2022). Rich Strike blev Keen Ices första grupp 1-vinnare och Calumet Farms tionde Kentucky Derby-vinnare.

### Tvååringssäsongen 2021
Rich Strike tränades ursprungligen av Joe Sharp, och gjorde sin första start den 15 augusti 2021, i ett maidenlöp över en mile på Ellis Parks gräsbana. I löpet slutade han sist.
Hans nästa start blev i ett claiminglöp på Churchill Downs, i vilket han segrade. Han köptes efter löpet av Eric Reed för 30 000 dollar. Under tvååringssäsongen gjorde han ytterligare två starter, men lyckades inte segra.

### Treåringssäsongen 2022
Rich Strike gjorde debut som treåring den 22 januari 2022, i Leonatus Stakes på Turfway Park i Kentucky. I löpet låg han långt bak i fältet, men avancerade sedan för att sluta på tredje plats. Han gjorde en liknande prestation den 5 mars i John Battaglia Memorial Stakes, också på Turfway Park, där han slutade på fjärde plats.
I sin tredje start för året deltog Rich Strike i Jeff Ruby Steaks på Turfway den 2 april. Han låg bland de sista hästarna i fältet under större delen av löpet, men hittade ett spår invändigt och slutade på tredje plats.

#### Kentucky Derby
Tredjeplatsen i Jeff Ruby gav Rich Strike 20 poäng i 2022 års Road to the Kentucky Derby, vilket ursprungligen inte räckte för att kvalificera sig till löpet. Dagen innan löpet ströks Ethereal Road, vilket gjorde att Rich Strike fick en plats i startfältet. Tränare Reed var på väg att anmäla Rich Strike till Peter Pan Stakes på Belmont Park.
Fältet i Kentucky Derby 2022, som reds den 7 maj, ansågs vara en av de bästa i senare tid, utan någon tydlig favorit. De mest meriterade hästarna var Epicenter (Louisiana Derby, Risen Star), Zandon (Blue Grass Stakes) och Taiba (Santa Anita Derby). Rich Strike blev spelad till oddset 80-1. Han fick en dålig start, och var ett tag hela 17 längder bakom ledande häst. Han avancerade i sista sväng och korsade genom fältet, och på upploppet startade han ett avancemang mot ledande Epicenter. Han gick om i de sista stegen och segrade med trekvarts längd. Det var den första grupplöpssegern för jockeyn Sonny Leon.

## Stamtavla
| Efter Keen Ice (USA) 2015    | Curlin (USA) 2004        | Smart Strike*     | Mr. Prospector*  |
| Efter Keen Ice (USA) 2015    | Curlin (USA) 2004        | Smart Strike*     | Classy 'n Smart* |
| Efter Keen Ice (USA) 2015    | Curlin (USA) 2004        | Sherriff's Deputy | Deputy Minister* |
| Efter Keen Ice (USA) 2015    | Curlin (USA) 2004        | Sherriff's Deputy | Barbarika        |
| Efter Keen Ice (USA) 2015    | Medomak (USA) 2007       | Awesome Again     | Deputy Minister* |
| Efter Keen Ice (USA) 2015    | Medomak (USA) 2007       | Awesome Again     | Primal Force     |
| Efter Keen Ice (USA) 2015    | Medomak (USA) 2007       | Wiscasset         | Kris S.          |
| Efter Keen Ice (USA) 2015    | Medomak (USA) 2007       | Wiscasset         | Tara Roma        |
| Undan Gold Strike (CAN) 2002 | Smart Strike* (CAN) 1992 | Mr. Prospector*   | Raise a Native   |
| Undan Gold Strike (CAN) 2002 | Smart Strike* (CAN) 1992 | Mr. Prospector*   | Gold Digger      |
| Undan Gold Strike (CAN) 2002 | Smart Strike* (CAN) 1992 | Classy 'n Smart*  | Smarten          |
| Undan Gold Strike (CAN) 2002 | Smart Strike* (CAN) 1992 | Classy 'n Smart*  | No Class         |
| Undan Gold Strike (CAN) 2002 | Brassy Gold (CAN) 1996   | Dixieland Brass   | Dixieland Band   |
| Undan Gold Strike (CAN) 2002 | Brassy Gold (CAN) 1996   | Dixieland Brass   | Windmill Gal     |
| Undan Gold Strike (CAN) 2002 | Brassy Gold (CAN) 1996   | Panning For Gold  | Search For Gold  |
| Undan Gold Strike (CAN) 2002 | Brassy Gold (CAN) 1996   | Panning For Gold  | Apple Pan Dowdy  |

- Rich Strike är inavlad 3s × 2d till hingsten Smart Strike, vilket menas att han förekommer i tredje generationen på faderns sida, och i andra generationen på moderns sida. Rich Strike är även inavlad 4s × 4s till Deputy Minister, vilket menas att han förekommer två gånger på faderns sida av härstamningen.